# Sentinel-5 Precursor
Sentinel-5 Precursor (Sentinel-5P) è un Satellite per telerilevamento sviluppato dall'ESA come parte del Programma Copernicus per restringere l'intervallo di discontinuità d'osservazione tra l'Envisat ed il Sentinel-5.
Il satellite è stato lanciato il 13 ottobre 2017, dopo essere stato posposto nel 2014 dal sito 133 del Cosmodromo di Pleseck.

## Tropomi
Tropomi (TROPOspheric Monitoring Instrument in italiano: Strumento per il monitoraggio troposferico) è uno spettrometro sensibile ai raggi ultravioletti, alla luce visibile e agli infrarossi a corto raggio per monitorare l'ozono, metano, formaldeide, aerosol, monossido di carbonio, Diossido di azoto e Anidride solforosa nell'atmosfera. Estende le capacità dello strumento di monitoraggio dell'ozono (OMI) del satellite Aura e dello strumento SCIAMACHY di Envisat.
Tropomi prenderà misure ogni secondo coprendo un'area approssimativa di 2600 km x 7 km con una risoluzione di 7 x 7 km. La luce verrà separata in diverse lunghezze d'onda e poi misurata con 4 diversi rivelatori per le rispettive bande spettrali.